# Dharchula Dehat
Dharchula Dehat là một thị trấn thống kê (census town) của quận Pithoragarh thuộc bang Uttaranchal, Ấn Độ.

## Nhân khẩu
Theo điều tra dân số năm 2001 của Ấn Độ, Dharchula Dehat có dân số 3738 người. Phái nam chiếm 51% tổng số dân và phái nữ chiếm 49%. Dharchula Dehat có tỷ lệ 64% biết đọc biết viết, cao hơn tỷ lệ trung bình toàn quốc là 59,5%: tỷ lệ cho phái nam là 74%, và tỷ lệ cho phái nữ là 54%. Tại Dharchula Dehat, 17% dân số nhỏ hơn 6 tuổi.